# Пшевка
Пше́вка — река в России, протекает в Орловской области. Согласно данным водного реестра, Пшевка является левым притоком Зуши (иногда рассматривается как правый приток Дични).

## Описание

### География
Река Пшевка берёт начало в районе деревни Пьявочное. Течёт на запад и впадает в Зушу юго-восточнее города Новосиль у деревни Тюково. Устье реки находится в 134 км по левому берегу реки Зуши. Длина реки составляет 40 км, площадь водосборного бассейна 448 км².

### Этимология
Название реки может происходить от слов пша — «родник, вода» (груз.), пшахва — «речная долина» (абхаз.), что подтверждает гипотезу историков о заселении в древности этой местности непосредственно скифо-сарматскими племенами. Учёный-славист академик О. Н. Трубачёв отождествляет название реки и поселения Пшев с названием чешского города Psov (Пшоу), расположенного на реке  Pshowka (Пшовка) и существовавшего на территории древнейшего освоения в Северной Чехии, что также подкрепляет теорию о заселении Верхнего Поочья западными славянами.

## Данные водного реестра
По данным государственного водного реестра России относится к Окскому бассейновому округу, водохозяйственный участок реки — Ока от города Орёл до города Белёв, речной подбассейн реки — бассейны притоков Оки до впадения Мокши. Речной бассейн реки — Ока.
По данным геоинформационной системы водохозяйственного районирования территории РФ, подготовленной Федеральным агентством водных ресурсов:
- Код водного объекта в государственном водном реестре — 09010100212110000018162
- Код по гидрологической изученности (ГИ) — 110001816
- Код бассейна — 09.01.01.002
- Номер тома по ГИ — 10
- Выпуск по ГИ — 0

### Притоки (км от устья)

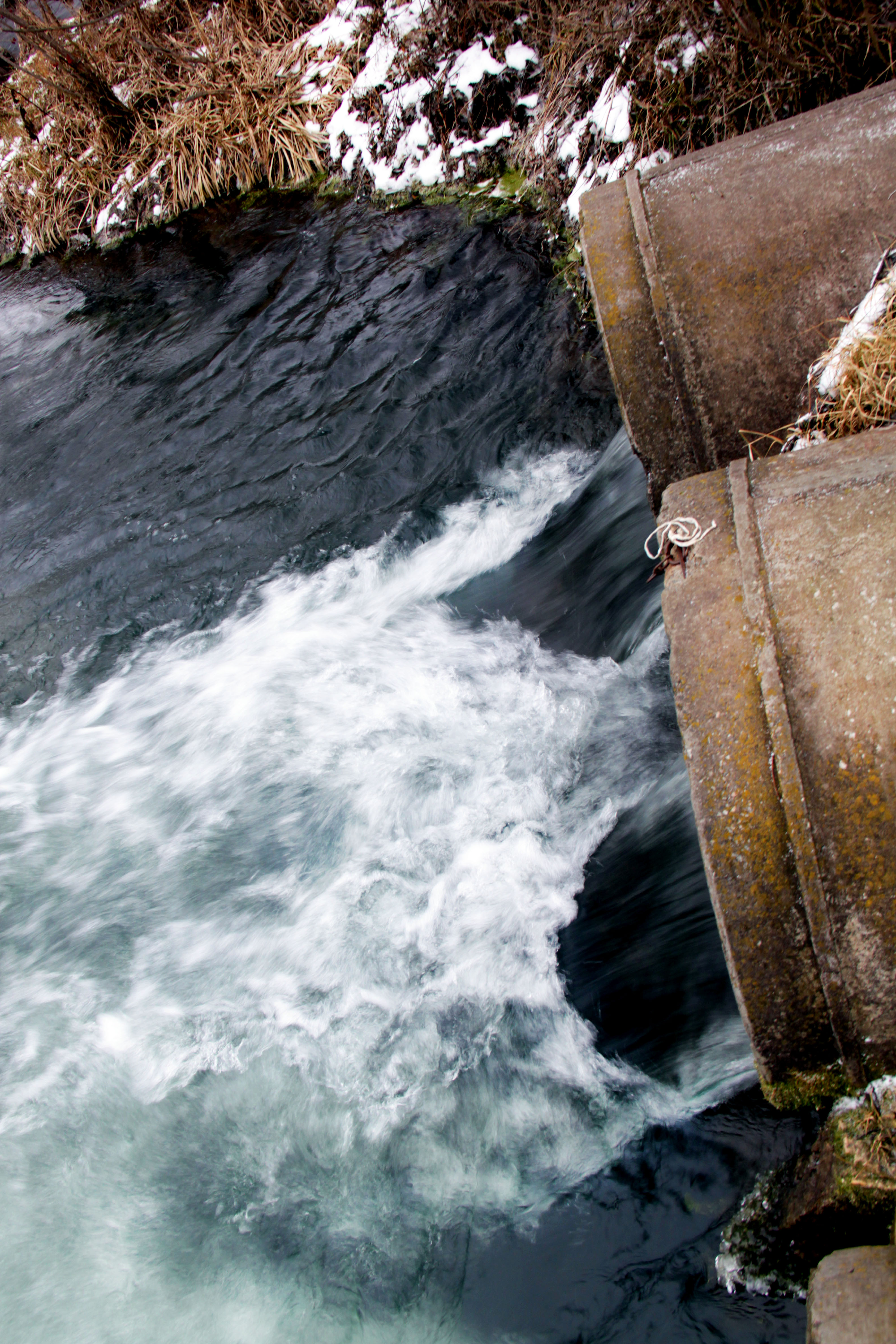
Плотина на Пшевке. В деревне Тюково.

- 4,6 км: река Дичня (лв)
- 24 км: река Малая Пшевка (лв)